# Josef Kajetán Tyl
Josef Kajetán Tyl (Kutná Hora, 1808. február 4. – Plzeň, 1856. július 11.) cseh drámaíró, a cseh himnusz szerzője. Képviselő volt az Osztrák Császárság birodalmi gyűlésében.

## Élete
1822-től a prágai gimnáziumban tanult, 1827-től pedig Hradec Královéban. Prágában tanult tovább filozófia szakon, azonban nem fejezte be. Szabad idejében színházzal és újságírással foglalkozott.
1833-tól a Jindy a nyní folyóirat szerkesztője. 1834-től Kwěty néven folytatták. Ezen kívül a Vlastimil és a Pražský Posel kiadója volt. 1848-ban a birodalmi gyűlés követe lett. Szegénységben hunyt el.

## Magyarul
- A gyújtogató lánya; ford. Lednár Géza; DILIZA, Bratislava, 1956

## Elismerései
- Matice česká díja
- Irodalmi aranygyűrű